# Shōen

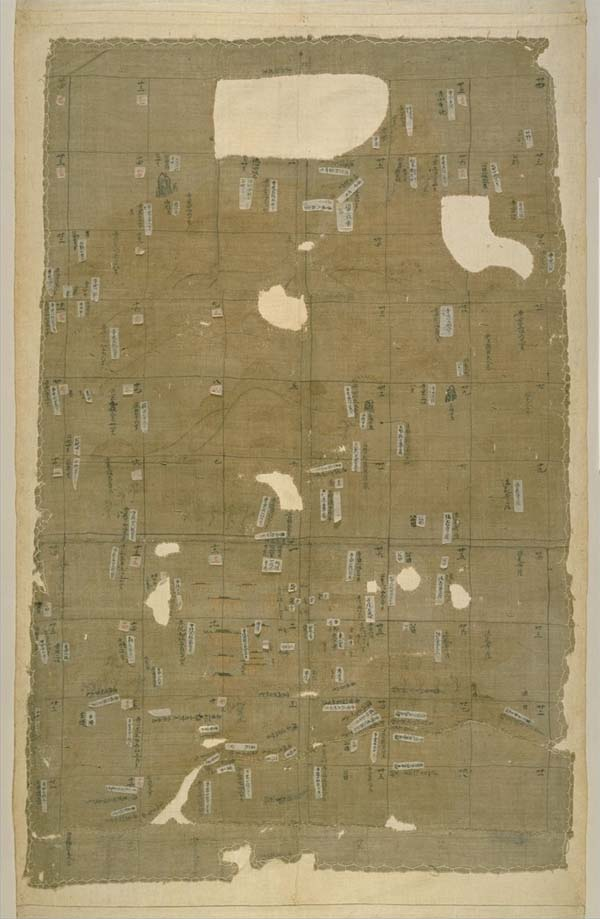
Mapa del período Nara del shōen de Nukuta-dera, actualmente Yamatokōriyama, prefectura de Nara.. Colección del Museo Nacional de Historia Japonesa.

El shōen (荘園 o 庄園?) fue una especie de estado privado, exento de impuestos y muchas veces autónomo que existió entre los siglos VIII y XV en Japón.
El término japonés proviene del término chino "莊園" de la dinastía Tang (en mandarín: zhuāngyuán, y en cantonés: zong1 jyun4). 

## Historia
Inicialmente, empezando a desarrollarse durante el período Heian, era un sistema de propiedades públicas de tierras sin cultivar o zonas boscosas, por el cual, pasaban a manos privadas para ser explotadas por nobles o templos budistas autorizados por la Corte. 
Aunque por ser terrenos públicos, la Corte tenía derecho a su control y a limitar las ganancias generadas, ya en el siglo X, el control fue cada vez menor al expandir los shōen a tierras cultivadas mediante unos documentos denominados shiki por los que la Corte autorizaba oficialmente a crearlos, como regalo a la familia, amigos o funcionarios imperiales, reflejando los derechos de los nobles o monasterios budistas a su explotación y estableciendo sus límites y cultivos.
A medida que estas propiedades crecieron, cada vez estaba más lejano su control por la Corte, se independizaron del sistema administrativo civil y llegaron a estar libres de impuestos, contribuyendo al surgimiento de una clase militar local de poderosos clanes locales. Todas las personas relacionadas con las tierras, el patrón, el propietario y el administrador patrimonial tenían derecho a una parte de los ingresos generados por estas prácticas.  
Con el establecimiento del shogunato Kamakura, o dictadura militar, en 1192, los administradores nombrados por el poder central debilitaron el poder de estos terratenientes locales al imponer a sus propios representantes (jitō) dentro de cada estado para recaudar impuestos. Este sistema de uso de las tierras, se hizo cada vez más común, llegando a aplicarse en el siglo XII a la mitad de las tierras agrícolas arables de Japón.
El sistema shōen dejó de existir a mediados del siglo XV, en el transcurso del período de los Reinos Combatientes de Japón,cuando los latifundios se convirtieron en aldeas como unidades con autogobierno, debiendo lealtad a su señor feudal (daimyō) que subdividió el área en feudos e impuso un impuesto fijo.